# Tola (Vorname)
Tola ist ein männlicher und weiblicher Vorname.

## Herkunft und Bedeutung
Je nach Herleitung hat der Name Tola verschiedene Bedeutungen.
- Als polnischer Frauenname wird handelt es sich bei Tola um einen Diminutiv von Namen, die die Silbe to beinhalten, zum Beispiel Antonina.[1]
- Als Khmer-Name wird តុលា Tola für Männer und Frauen verwendet. Er geht auf Sanskrit तुल Tula zurück und bedeutet „Oktober“.[2]
- Beim nordischen Frauenname Tola handelt es sich um eine altdänische und altschwedische Form von Tóla[3], was eine Koseform von Kombinationen des Erstnamenselements ÞOR „Donner“, „Thor“[4] und Nachnamenelementen mit der Initiale L-sind.[5]
- Im Hebräischen ist תּוֹלָע tōlāʿ ein Männername und bedeutet „Wurm“.[6]

## Verbreitung
Der Name Tola ist in erster Linie in Polen und als Frauenname geläufig. Dort ist er mäßig beliebt. Im Jahr 2021 belegte er Rang 107 der Hitliste.
Der männliche Name wird in Deutschland sehr selten vergeben, in den letzten 10 Jahren weniger als zehn Mal. In Irland ist der Jungenname seit 1964 jährlich in den Hitlisten anzutreffen, jedoch in einem eher geringen Umfang. Von 1964 bis 2023 wurde er etwa 70 Mal gewählt. Seine Vergabe ist außerdem in Schottland, Nordirland, Kanada und den USA nachgewiesen.
In Dänemark, Norwegen und Schweden wird sowohl die männliche, wie auch die weibliche Form vergeben. Der Name gilt dort aber als selten.

## Namensträger
Weibliche Namenesträger
- Tola Klara Szlagowska (* 1992), polnische Sängerin
- Tola Certowicz (* 1862), polnische Bildhauerin

Männliche Namensträger
- Tola (Richter), Richter Israels
- Tola Shura Kitata (* 1996), äthiopischer Langstreckenläufer